# Théologiens de Groningue

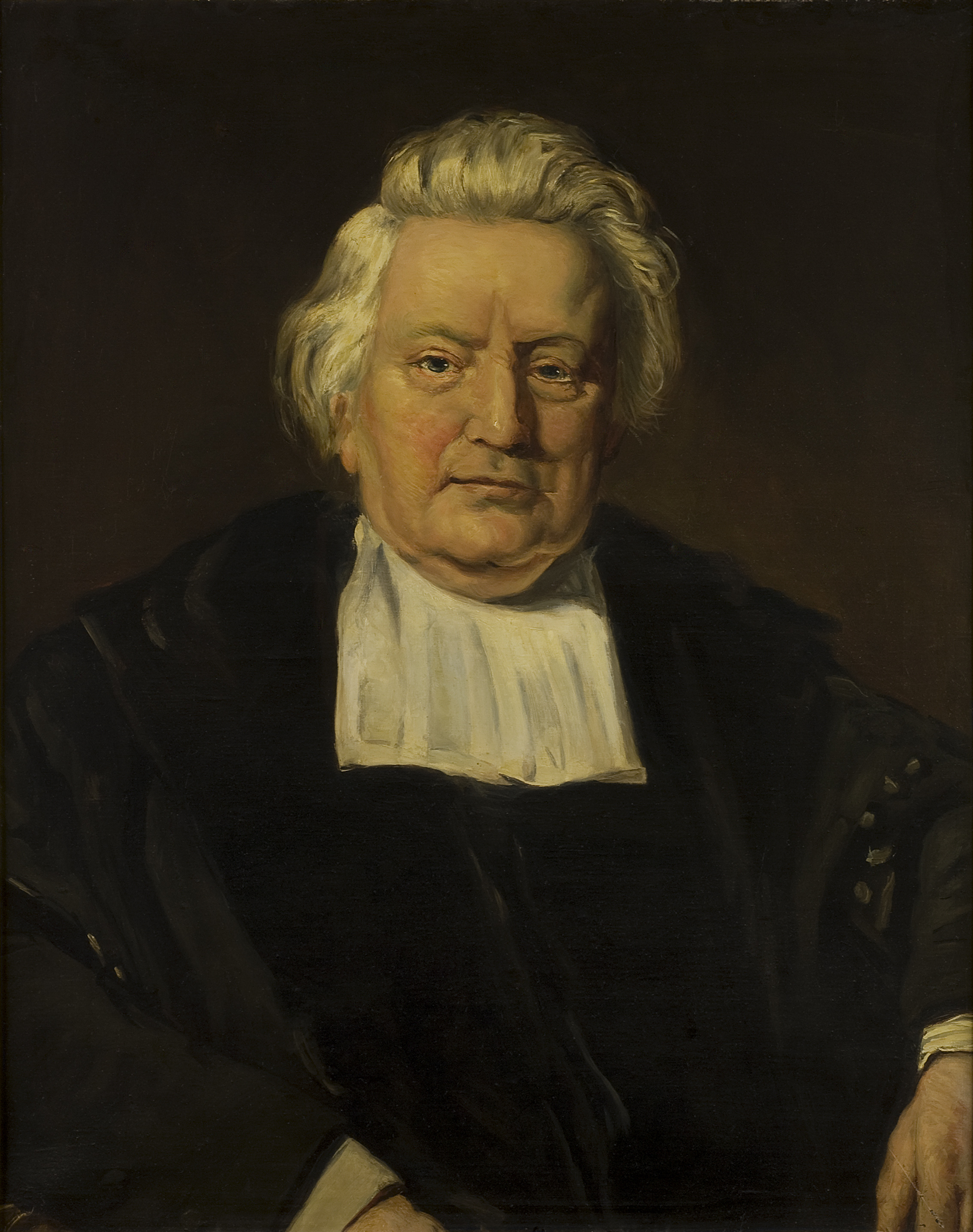
Petrus Hofstede de Groot.

Les théologiens de Groningue sont un groupe de pasteurs et de théologiens réformés néerlandais exerçant principalement dans la ville de Groningue qui ont formé un mouvement théologique dans l'Église Réformée hollandaise au XIXe siècle, cherchant une voie médiane entre le libéralisme théologique et le calvinisme orthodoxe. Les promoteurs de cette école théologique ont été notamment Petrus Hofstede de Groot (1802-1886), Johan Frederik van Oordt (1794-1852) et Louis Gerlach Pareau (1800-1866), tous professeurs à l'Université royale de Groningue. Le professeur Willem Muurling (1805-1882) les a rejoints après que J.F. van Oordt eut accepté une chaire à Leyde en 1839. L'école théologique de Groningue a diffusé ses idées et réflexions par le biais de son journal, Waarheid in Liefde (la Vérité dans l'Amour), qui a paru de 1837 à 1872.

## Liens